# الجمعية المصرية لكتاب ونقاد السينما
الجمعية المصرية لكتاب ونقاد السينما هي جمعية تختص بتنظيم ورعاية الفن السينمائي في مصر. تأسست في أكتوبر 1973 برئاسة الناقد كمال الملاخ وعدد من البارزين في مجال الفن السينمائي المصري. وهي الجمعية التي أسست مهرجان الأسكندرية السينمائي الدولي حين بدأ دورته الأولى عام 1979، وهي التي تنظمه كل عام بالتعاون مع محافظة الإسكندرية.
ومن أعضاء الجمعية الحاليين فيصل ندا، رفيق الصبان، ممدوح الليثي، إيريس نظمي. يتكون مجلس الجمعية من 13 عضوا إضافة لمنصب الرئيس والرئيس التنفيذي.